# Bak (żeglarstwo)

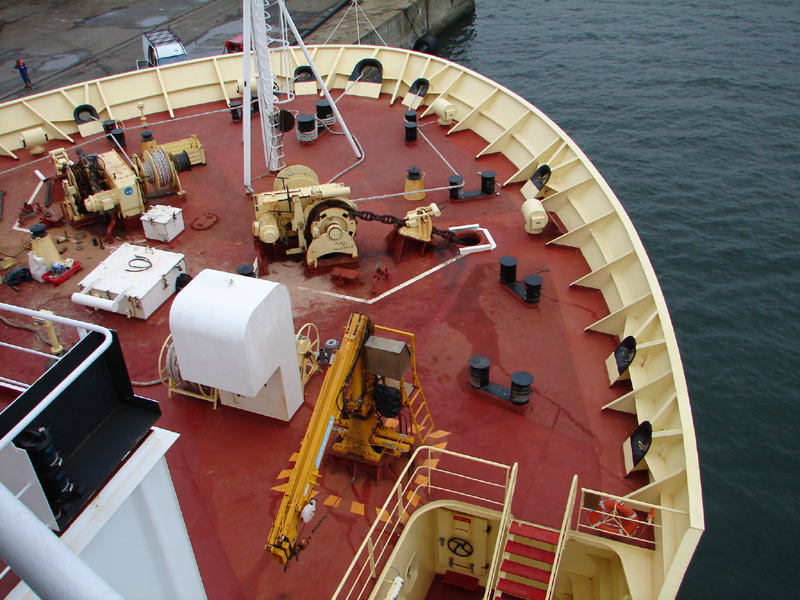
Bak pogłębiarki

Bak, także Bakdek – skrajna część pokładu dziobowego (fordek), położona najbliżej dziobu statku wodnego. Mieści się między dziobnicą a przednim masztem; również pokład nadbudowy dziobowej, zazwyczaj ponad pokładem głównym. Na baku mogą być zainstalowane urządzenia cumownicze i kotwiczne, zaś znajdujące się pod nim pomieszczenia to komora łańcuchowa, magazyny bosmańskie, czasem pomieszczenia załogi. Pod bakiem może być również schowek na najrzadziej używane rzeczy.
Na jachcie rodzaj kadłuba, którego nadbudowa (a tym samym pokład) rozciąga się od dziobu do ok. 2/3 długości kadłuba. Mniej więcej w połowie nadbudówki umiejscowiony jest maszt.